# Euchroea anthracina
Euchroea anthracina är en skalbaggsart som beskrevs av Brancsik 1892. Euchroea anthracina ingår i släktet Euchroea och familjen Cetoniidae. Inga underarter finns listade i Catalogue of Life.